# Vall de Perputxent

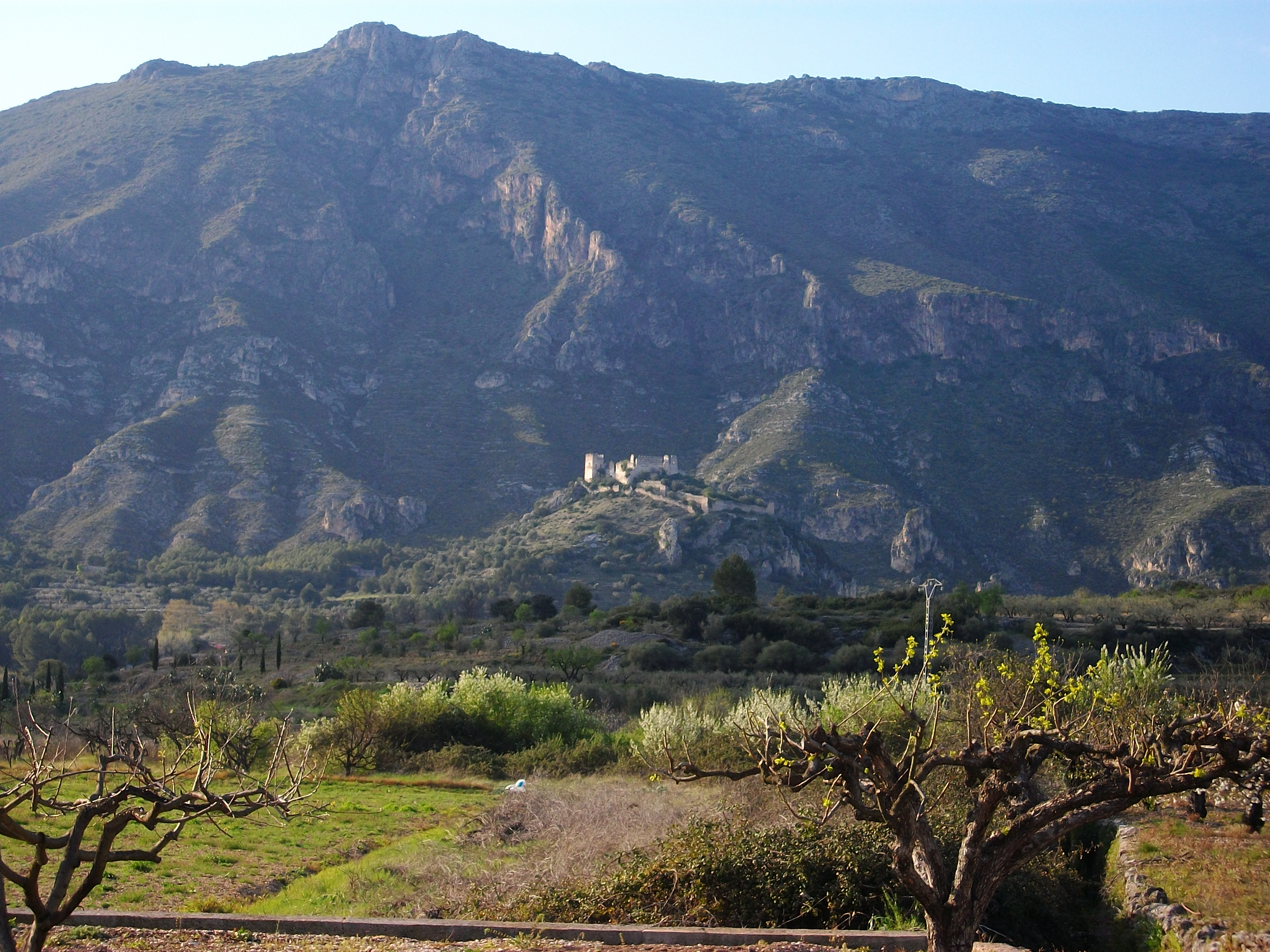
El castell de Perputxent vist des de lluny

La vall de Perputxent és una subcomarca d'uns 50 km² inclosa administrativament a la comarca del Comtat (País Valencià). La vall, rica en agricultura de regadiu, estigué dominada per la fortalesa feudal del castell de Perputxent, actualment en ruïna. És entre la serra de Benicadell (1.104 m d'altitud) i l'alt de la Creu (820 m d'altitud) al nord, les muntanyes de Planes (serra del Cantalar i de l'Albureca, 765 msnm) al sud, i la serra de la Safor (1.011 m) a l'est, que la tanca gairebé en cul-de-sac, només perforat pel riu d'Alcoi, que s'ha obert pas pels congosts de l'Orxa i de Vilallonga.
La vall de Perputxent comprenia els pobles d'Alquenènsia, Benillut, l'Orxa, Beniarrés i el llogaret d'Almadec (actualment al terme de Planes). El primer i el segon són actualment despoblats, i el darrer tampoc subsistí després de l'expulsió dels moriscs.
Al segle xiii, aquesta vall fou un dels punts forts de les revoltes del cabdill Al-Azraq. La vall passà a mans de l'orde de l'Hospital l'any 1288, i més tard, el 1319, per privilegi reial de Jaume el Just, la vall passà a l'orde de Montesa. El 1609, l'expulsió dels moriscos deixà pràcticament despoblada la vall, i hagué de ser repoblada amb mallorquins.
En aquest estret fou aprofitat per al ferrocarril carboner (tren dels anglesos) que enllaçava el grau de Gandia amb Alcoi (1890). La contrada és molt accidentada i malplana, excepte les riberes del riu, avui embassat pel pantà de Beniarrés (1958).